# Cletocythereis elofsoni
Cletocythereis elofsoni is een mosselkreeftjessoort uit de familie van de Trachyleberididae. De wetenschappelijke naam van de soort is voor het eerst geldig gepubliceerd in 1965 door Bassiouni.